# Abu Musab al-Zarqawi
Abū Mus'ab al-Zarqāwī (Arabisch: أبو مصعب الزرقاوي; diverse spellingvarianten in het Nederlands), eigenlijke naam Ahmed Fadheel al-Khalayleh (Zarka, Jordanië, (vermoedelijk) 30 oktober 1966 - Baquba, Irak, 7 juni 2006) was een Jordaans lid van de terroristische organisatie al-Qaida en zou de leiding hebben gehad over de terroristische activiteiten in Irak. Tot anderhalf jaar voor zijn dood was zijn basis de stad Fallujah.

## Tot 1990
Zarqawi behoorde tot de invloedrijke familie Khalayleh binnen de bedoeïenen-stam Beni Hassan. Hij had zeven zussen en twee broers. Zijn vader was een traditioneel geneesheer; zijn moeder leed aan leukemie. Toen hij 17 jaar oud was verliet hij zijn school en begon te drinken. In de herfst van 1989 vocht Zarqawi enige tijd tegen de Sovjet-Unie in Afghanistan. In datzelfde jaar vertrokken de Sovjets uit Afghanistan, waarna Zarqawi tijdelijk voor het islamitische tijdschrift al-Bunyān al-Marsūs werkte.

## Van 1990 tot 2003
In 1992 keerde hij terug naar zijn geboorteplaats en sloot zich bij de Islamistische groep Bai'at al-Imām (Loyaliteit aan de Islam) aan. In 1993 werd Zarqawi gearresteerd en veroordeeld voor het voorbereiden van de afschaffing van de monarchie om in de plaats daarvan een theocratie te willen vestigen. Hij werd zeven jaar in de gevangenis opgesloten, waar hij de islamitische ideoloog Abu Muhammed al-Maqdisi leerde kennen, die hem sterk beïnvloedde in zijn radicale ideeën.
Na zijn vrijlating in maart 1999, in het kader van een amnestieregeling, reisde hij naar Pesjawar in Pakistan. Hij was van plan hier een min of meer 'normaal' leven te leiden, en nam zelfs zijn moeder mee naar Pakistan. Zijn moeder overleed in februari 2000. Haar laatste wens was, zo wordt gezegd, dat haar zoon in de strijd zou sneuvelen en niet in de gevangenis. Tegelijkertijd werd Zarqawi opnieuw gezocht in Jordanië, waarna hij in juni naar Afghanistan vluchtte. Hier leidde hij, volgens de Amerikaanse geheime dienst, een trainingskamp van al-Qaida nabij Herat. Hij nam er zijn nieuwe naam aan.
Hier werkte hij mogelijk ook aan een eigen netwerk, al-Tawheed (de eenheid) genaamd. In 2001 werd hij in Jordanië bij verstek veroordeeld tot de doodstraf. Volgens Amerikaanse bronnen vertrok Zarqawi in mei 2002 naar Irak. Later keerde hij terug naar Jordanië. In Amman vermoordde hij (vermoedelijk) de Amerikaanse diplomaat Lawrence Foley.
Na het uitbreken van de Irakoorlog vertrok hij naar Irak, waar Zarqawi een cel van (buitenlandse) terroristen leidde in de stad Fallujah. Hier was hij verantwoordelijk voor diverse ontvoeringen en onthoofdingen, waaronder die op Nick Berg.

De Verenigde Staten plaatsten een beloning van 25 miljoen dollar op zijn hoofd.
In november 2004 werd Zarqawi met een gedeelte van zijn strijders uit Fallujah verdreven door de Iraakse en Amerikaanse troepen.
In november 2005 plaatste zijn organisatie bommen in drie hotels in Amman. Daarbij kwamen voornamelijk moslims om het leven, onder wie de gasten van een bruiloftfeest. Zarqawi verklaarde in een audioboodschap dat de aanslagen niet tegen moslims, maar tegen Amerikanen en Israëliërs gericht waren. Desondanks namen zo'n 100.000 mensen aan een betoging tegen Zarqawi's organisatie deel. Zijn familie en stam verklaarden daarop in krantenadvertenties alle banden met hem te verbreken.

## Dood

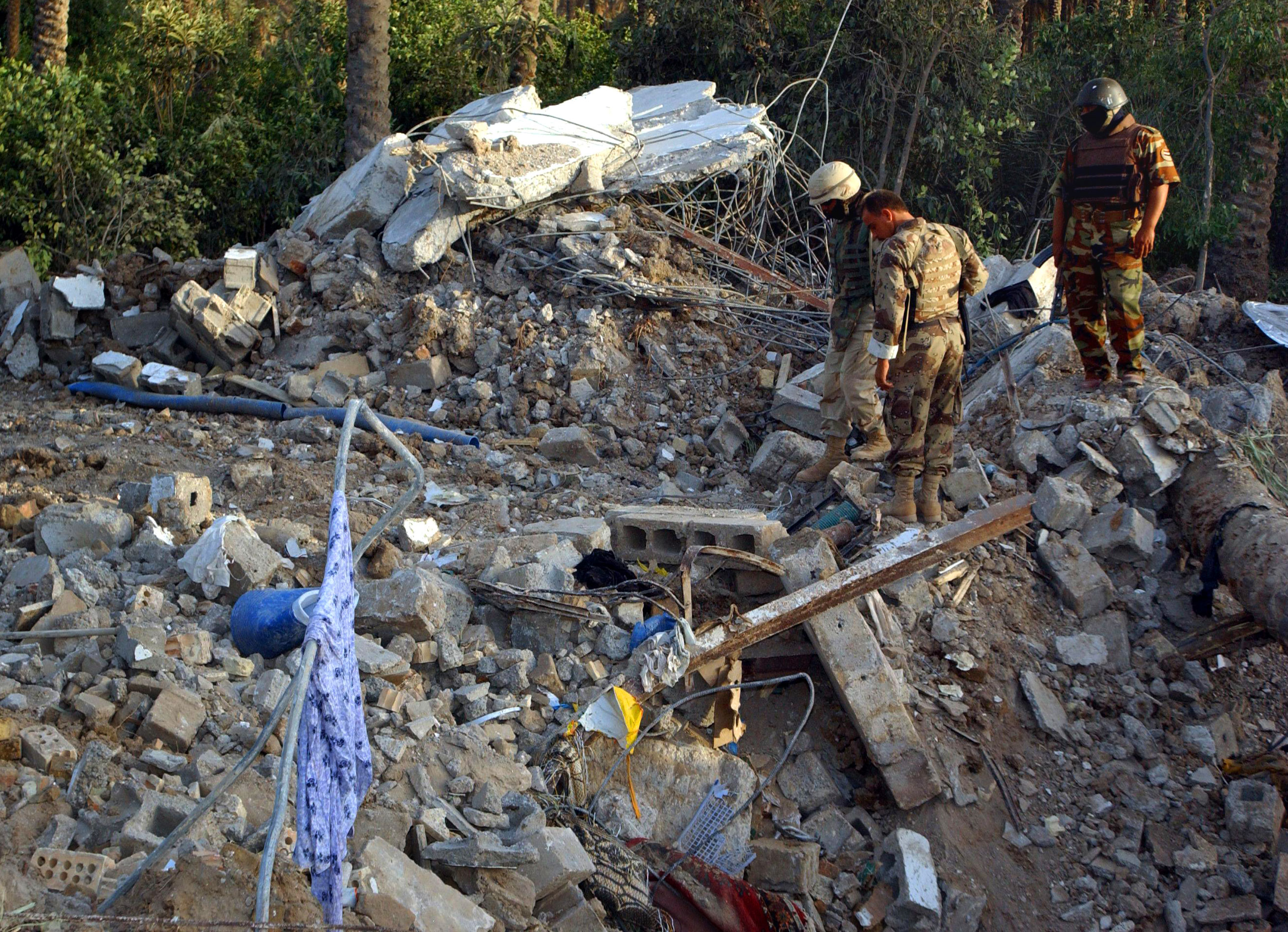
Resten van het huis waarin Al-Zarqawi werd getroffen door een Amerikaanse aanval

Aan Al-Zarqawi 's 40-jarige leven kwam een eind op 7 juni 2006. Om zes uur 's avonds werd het huis, nabij Baquba, waar Al-Zarqawi verbleef, onder vuur genomen door Amerikaanse F-16's. Hierbij raakte hij zwaargewond. Toen Al-Zarqawi werd gevonden door Amerikaanse troepen, zou hij zijn overgedragen aan de Irakezen. Vlak na de overdracht zou Al-Zarqawi aan zijn verwondingen zijn overleden. Op 9 juni werd bekend dat ook zijn anderhalf jaar oude zoontje was omgekomen bij het bombardement. Dit was een kind uit een tweede huwelijk van Al-Zarqawi met een Palestijnse vrouw. Zij is weer een dochter van Yassin Jarrad, die op 29 augustus 2003 de Iraakse sjiitische geestelijke ayatollah Baqer Hakim heeft doodgeschoten. Waarschijnlijk is ook nog een van de drie echtgenotes van Al-Zarqawi omgekomen.
Volgens een anoniem bericht op een website die veel door al-Qaida gebruikt wordt, werd Abu Hamza al-Muhajir de nieuwe leider van al-Qaida in Irak.
Al-Zarqawi is op 2 juli 2006 begraven op een geheime plek in Bagdad, nadat het verzoek van zijn familie om hem in Jordanië te begraven was afgewezen, vanwege zijn betrokkenheid bij een bomaanslag op een hotel in dat land.